# SeaEscape
SeaEscape (bis 1985 Scandinavian World Cruises) war eine auf den Bahamas ansässige Reederei, die 1980 gegründet wurde und mehrere Kreuzfahrtschiffe betrieb. Nachdem SeaEscape 1991 Insolvenz anmeldete wurde die Marke 1997 wiederbelebt, ehe sie 2008 vollständig aufgelöst wurde.

## Geschichte
SeaEscape wurde 1980 als Scandinavian World Cruises auf den Bahamas gegründet. Die zur Det Forenede Dampskibs-Selskab (DFDS) gehörende Reederei betrieb mehrere auch als Fähren nutzbare Kreuzfahrtschiffe, war jedoch nicht sonderlich erfolgreich. 1985 wurde die Reederei daher umstrukturiert und in SeaEscape umbenannt.
DFDS blieb noch bis 1987 Miteigentümer der Reederei, ehe sie selbständig wurde. Nach vier weiteren Jahren geriet SeaEscape jedoch erneut in finanzielle Schwierigkeiten und musste Insolvenz anmelden. Für die folgenden sechs Jahren verschwand somit der Name der Reederei.
1997 wurde die Marke SeaEscape wiederbelebt. Einziges Schiff der Reederei wurde die Ukraina von 1976, die fortan auf den gleichen Routen wie die früheren SeaEscape-Schiffe im Einsatz war. 1998 erhielt sie den Namen Island Adventure. Nach elf Jahren in Fahrt wurde die Island Adventure 2008 wegen finanzieller Schwierigkeiten ausgemustert. SeaEscape wurde im selben Jahr endgültig aufgelöst.

## Schiffe
| Jahr        | Name              | Tonnage    | Werft                                      | Status/Schicksal                                                                      |
| 1980 (1970) | Scandinavian Sea  | 10.419 BRT | Upper Clyde Shipsbuilder Ltd., Clydebank   | ehemals Blenheim; 1984 verkauft, 1997 nach Brand in Alang verschrottet                |
| 1984 (1971) | Scandinavian Star | 12.547 BRT | Dubigeon Normandie, Nantes                 | ehemals Massalia; 1990 verkauft, 2004 in Alang verschrottet                           |
| 1985 (1972) | Scandinavian Sky  | 10.341 BRT | Dubigeon Normandie, Nantes                 | ehemals Svea Regina; 1989 verkauft, 2005 in Alang verschrottet                        |
| 1985 (1968) | Scandinavian Sun  | 11.979 BRT | Lübecker Maschinenbau Gesellschaft, Lübeck | ehemals Freeport; 1992 verkauft, 2012 in Chittagong verschrottet                      |
| 1988 (1974) | Scandinavian Saga | 8.500 BRT  | Kynossoura Dock Yard Ltd, Salamis          | ehemals Castalia; 1991 verkauft, 2010 in Alang verschrottet                           |
| 1990 (1966) | Tropicana         | 4.548 BRT  | Cockerill-Sambre, Antwerpen                | ehemals Prinses Paola; 1990 von SeaEscape gechartert, 2006 in Alang verschrottet      |
| 1990 (1966) | Scandinavian Song | 8.666 BRT  | Bergens Mekaniske Verksted, Bergen         | ehemals Sunward; 1991 verkauft, 2004 in Chittagong verschrottet                       |
| 1990 (1968) | Scandinavian Dawn | 7.359 BRT  | Swan Hunter, Tyneside                      | ehemals St. George; 1992 verkauft, 2008 in Alang verschrottet                         |
| 1997 (1976) | Ukraina           | 15.409 BRT | Wärtsilä, Turku                            | ehemals Kazakhstan; 1998 Island Adventure, 2008 aufgelegt, 2012 in Alang verschrottet |